# Heike Hartmann
Heike Hartmann (* 30. Januar 1982 in Erfurt) ist eine deutsche Eisschnellläuferin.
Hartmann startet für den DEC Inzell, wo sie von Markus Eicher trainiert wird. Bis April 2007 gehörte sie dem Eissportclub Erfurt an, wo sie zunächst von Stephan Gneupel, seit 2005 von Jan Coopmans betreut wurde. Bei deutschen Meisterschaften erreichte Hartmann viermal Platzierungen auf dem Podium. 2003 wurde sie Dritte über 500 und Zweite über 1000 Meter. 2007 wurde sie auf beiden Strecken Zweitplatzierte. Ihre Schwester Anke Hartmann ist ebenfalls Eisschnellläuferin.
Heike Hartmann gewann zwischen 1996 (Altersklasse 14) und 2000 (Junioren) zehn Titel über verschiedene Kurzstrecken und im Jugend- und Minivierkampf. Seit 2001 startete sie bis 2004 regelmäßig im Eisschnelllauf-Weltcup. Hier lief sie zumeist in der B-Gruppe, wo sie als beste Platzierung mehrfach zweite Plätze erreichte. Beste Ergebnisse in der A-Gruppe waren zwölfte Plätze 2002 in Harbin und 2003 in Heerenveen, jeweils über 1000 Meter. Nach der Saison 2003/04 wurde Hartmann, abgesehen von zwei Rennen im Januar 2006 in Klobenstein nicht mehr international eingesetzt.
Ihr Comeback auf internationaler Ebene feierte sie zu Beginn der Saison 2007/08 in Salt Lake City. Hier erreichte sie auch erstmals Platzierungen unter den besten Zehn der A-Gruppe. Über 500 Meter belegte sie den fünften, über 1000 Meter den achten Platz.

## Eisschnelllauf-Weltcup-Platzierungen
| Platzierung | 100 m | 500 m | 1000 m | 1500 m | 3000 m | 5000 m | Team |
| ----------- | ----- | ----- | ------ | ------ | ------ | ------ | ---- |
| 1. Platz    |       |       |        |        |        |        |      |
| 2. Platz    |       |       |        |        |        |        |      |
| 3. Platz    |       |       |        |        |        |        |      |
| Top 10      |       | 3     | 2      |        |        |        |      |

(Stand: 30. November 2008)